# Henri Robert Jallot de Rantot
Pour les articles homonymes, voir Jallot.
 (février 2009).
Si vous disposez d'ouvrages ou d'articles de référence ou si vous connaissez des sites web de qualité traitant du thème abordé ici, merci de compléter l'article en donnant les références utiles à sa vérifiabilité et en les liant à la section « Notes et références ».
Henri Robert Jallot de Rantot ou Henri Robert Jallot de Beaumont dit le « chevalier de Rantot » et sieur de Saint-Martin, né vers 1654 et mort vers 1720, est un corsaire et contrebandier français.
Il était le cadet d'une famille de huit enfants, fils du comte de Beaumont, et membre d'une lignée de corsaires. Lors de sa jeunesse, il se distingua par l'armement d'un navire afin de « faire la course », en qualité de corsaire du roi. Il participa à la guerre de Hollande, et fut capitaine de vaisseau lors de la bataille de la Hougue, à bord du Soleil Royal qu'il essaya en vain de sauver.
Basé à la ferme-manoir de la Basmonterie de Digulleville (le nom de Rantot provient d'une autre ferme-manoir digullevillaise appartenant à son frère Pierre, comte de Beaumont, capitaine des garde-côtes), il se livra lors de sa retraite à un réseau de trafic de textile, entre les îles Anglo-Normandes et la Hague, à bord de la Belle-Anne. Plusieurs fois arrêté et condamné, il fut libéré grâce aux requêtes de sa famille. On l'envoya à Jargeau, puis il se retira à Valognes.

## Sources et bibliographie
- Paul Le Cacheux, Corsaires et Fraudeurs de La Hague au XVIIe siècle, Saint-Lô, Imprimerie Félix Le Tual, 1924, 31 p. (lire en ligne), p. 8 et suiv.